# Martin Weikert
Martin Weikert (ur. 29 lipca 1914 w Spittelgrund (obecnie Dolní Sedlo w Czechach), zm. 28 kwietnia 1997 w Erfurcie) – wiceminister bezpieczeństwa państwowego NRD (1953 i 1955-1957).

## Życiorys
W 1928 skończył szkołę, a w 1931 technikum w mieście Hrádek nad Nisou, pracował jako cieśla, w 1931 związał się z ruchem komunistycznym. Był sekretarzem komórki i członkiem KC Komunistycznego Związku Młodzieży Czechosłowacji, utrzymywał kontakty z KPD, jeździł do Niemiec i ZSRR, uczył się w Międzynarodowej Szkole Leninowskiej im. Kominternu, w 1935 wstąpił do KPCz. W latach 1936–1938 odbywał służbę w czechosłowackiej armii, w 1939 uciekł do ZSRR, pracował jako ślusarz w Stalingradzie, po ataku Niemiec na ZSRR 1941 ewakuował się do Kazachstanu. Od 1942 przechodził szkolenie w specjalnej szkole Kominternu w Kusznarenkowie k. Ufy i w Moskwie, we wrześniu 1944 został przerzucony do Słowacji, był radzistą w Głównym Sztabie Oddziałów Partyzanckich w Słowacji. Po wojnie pracował w aparacie KC KPCz, w sierpniu 1946 udał się do Halle, do radzieckiej strefy okupacyjnej Niemiec i w październiku 1946 wstąpił do policji w Saksonii, w 1948 był słuchaczem Wyższej Szkoły Policyjnej. Pracował w saksońskim Zarządzie Kryminalnym, od 1949 do lutego 1950 kierował Zarządem Ochrony Gospodarki Narodowej Saksonii-Anhalt, 1950-1952 był szefem Ziemskiego Zarządu Stasi Saksonii-Anhalt, w 1952 kierownikiem Grupy Stasi NRD, a od 1 stycznia do lipca 1953 wiceministrem bezpieczeństwa państwowego NRD, w 1953 otrzymał stopień pułkownika. Od lipca 1953 do listopada 1955 był zastępcą sekretarza stanu bezpieczeństwa państwowego w Ministerstwie Spraw Wewnętrznych NRD, w maju 1954 został awansowany na generała majora, od 2 kwietnia do 15 czerwca 1955 był p.o. szefa Głównego Wydziału I (Wywiad Wojskowy) w Ministerstwie Spraw Wewnętrznych NRD, a od listopada 1955 do 31 października 1957 ponownie wiceministrem bezpieczeństwa państwowego NRD. Jednocześnie od maja 1956 do 1957 kierował berlińskim zarządem Stasi, od 1 listopada 1957 do 31 października 1982 był szefem Okręgowego Zarządu Stasi w Erfurcie, w 1982 przeszedł na emeryturę.

## Odznaczenia
- Order Karla Marksa (1984)
- Złoty Order Zasługi dla Ojczyzny (1974)
- Order „Gwiazda Przyjaźni między Narodami” (1989)